# Kamienica (Opole)
Pour les articles homonymes, voir Kamienica.
Kamienica est une localité polonaise de la gmina de Paczków, située dans le powiat de Nysa en voïvodie d'Opole.